# Паевская, Елена Николаевна
Еле́на Никола́евна Пае́вская (по мужу Шаврина; 1 октября 1926, Москва — 14 сентября 1986, Украинская ССР) — советская театральная актриса, народная артистка РСФСР.

## Биография
Елена Паевская родилась 1 октября 1926 года в Москве. В 1948 году окончила Московское городское театральное училище (курс В. В. Готовцева), училась вместе с Ольгой Аросевой и Верой Васильевой.
Работала в Ташкенте. До 1963 года играла в Приморском краевом театре драмы во Владивостоке.
В 1963—1970 и 1972—1986 годах была актрисой Хабаровского театра драмы. В перерыве с 1970 по 1972 года выступала в Севастопольском драмтеатре им. А. Луначарского.
Умерла в 1986 году во время гастролей театра на Украине, немного не дожив до своего 60-летия, похоронена на Центральном кладбище в Хабаровске.

### Семья
- Муж — актёр, драматург и режиссёр Валерий Шаврин (1930—1978), заслуженный артист РСФСР.
- Сын — актёр Александр Шаврин (1960—2017), заслуженный артист РФ (2001).

## Награды и премии
- Заслуженная артистка РСФСР (19.06.1967).
- Народная артистка РСФСР (12.08.1986).

## Работы в театре
- «Антоний и Клеопатра» Уильям Шекспир — Клеопатра[2]
- «Сирано де Бержерак» Э. Ростана — Роксана
- «Кукольный дом» Г. Ибсена — Нора
- «Колокол вечного боя» — мать
- «Иванов» А. Чехова — Сара
- «Миссис Пайпер ведет следствие» — секретарша
- «Варшавская мелодия» — Гелена
- 1960 — «Иркутская история» А. Арбузова — Валя
- 1963 — «Дурочка» Лопе де Вега
- «Двое на качелях» — Гитель
- «Дорогая Памела» — Памела
- «Шут» В. Шаврина — Марьяна, немая женщина
- «Чрезвычайный посол» братьев Тур — Коллонтай
- «Игра в джин» Д. Л. Кобурн
- «Светлая пристань» В. Шаврина — Анита
- «Поздняя любовь» А. Н. Островский

## Память
- Мемориал памяти В. А. Шаврину и Е. Н. Паевской на здании Хабаровского краевого театра драмы (скульптор Юрий Кукуев).